# Hasenheide (Fürstenfeldbruck)
Hasenheide ist ein Stadtteil und Industriegebiet in der Großen Kreisstadt Fürstenfeldbruck im oberbayerischen Landkreis Fürstenfeldbruck.

## Lage
Die Siedlung liegt nördlich von Fürstenfeldbruck.

## Gewerbegebiet Hasenheide und Gewerbegebiet Hasenheide Nord
Das Gewerbegebiet Hasenheide liegt zwischen B2 und der B471 und weist eine Fläche von rund 28.500 m² auf. Dort angesiedelt ist unter anderem eine Verzinkerei, ein großer Baufachmarkt, zahlreiche Autohändler sowie der große Wertstoffhof des Abfallwirtschaftsbetriebs und die Zulassungsstelle des Landkreises.
Zusammen mit dem Gewerbegebiet Hasenheide Nord bildet es ein ca. 45ha großes Industriegebiet. Die Entwicklung und Vermarktung der Flächen obliegt der INDUSTHA FFB, einem Joint Venture zwischen der Sparkasse Fürstenfeldbruck und der Stadt Fürstenfeldbruck. Zweck dieser Zusammenarbeit mit der Stadt ist es, kurze Kommunikationswege bei Planungs-, Bau- und Genehmigungsverfahren zu erreichen.

## Infrastruktur
Flugplatz Fürstenfeldbruck
Auch als Baudenkmal auf der Liste der Baudenkmäler in Hasenheide